# Literatura quechua

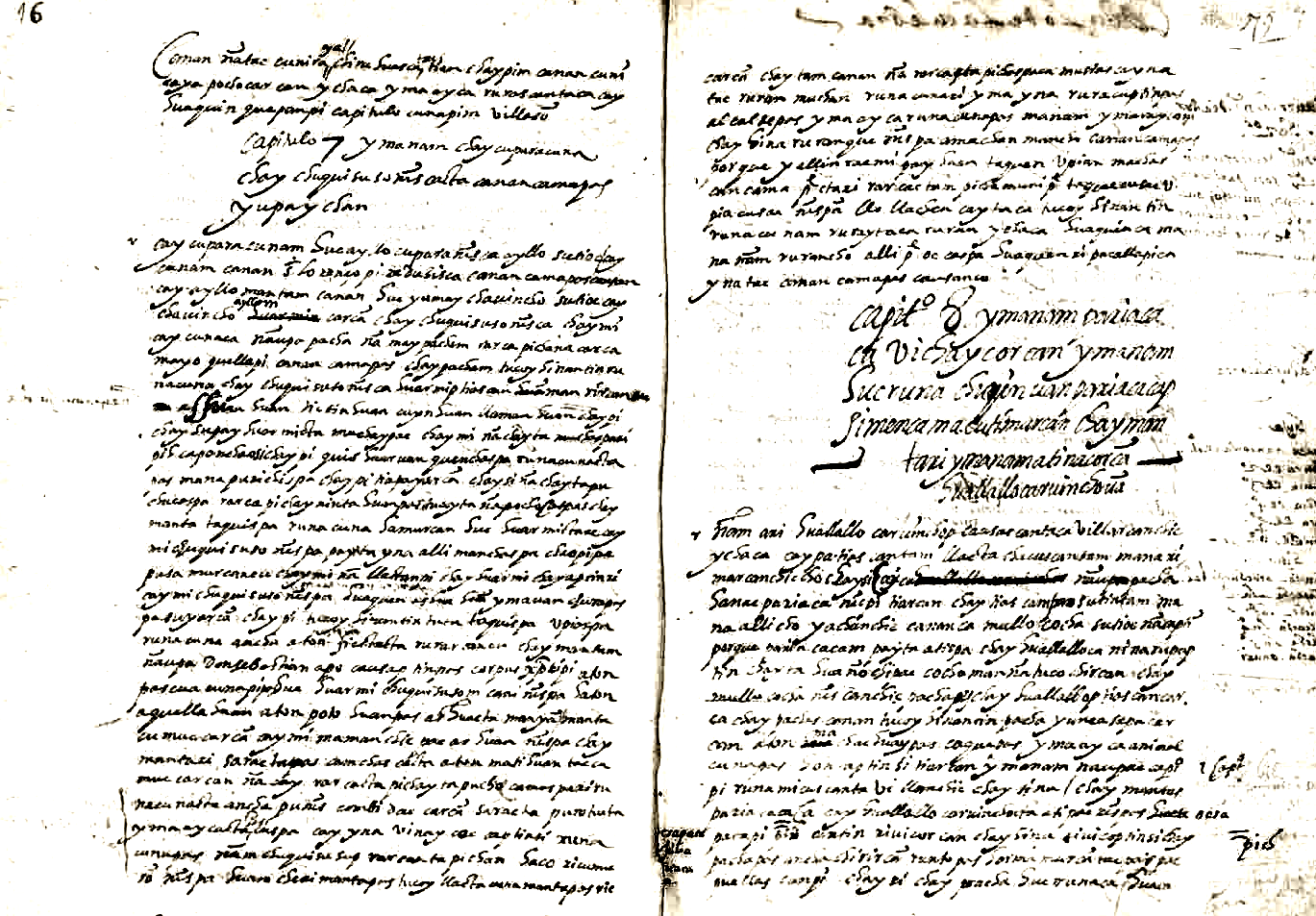
Capítulo 7 y capítulo 8 del manuscrito de Huarochirí, principios del

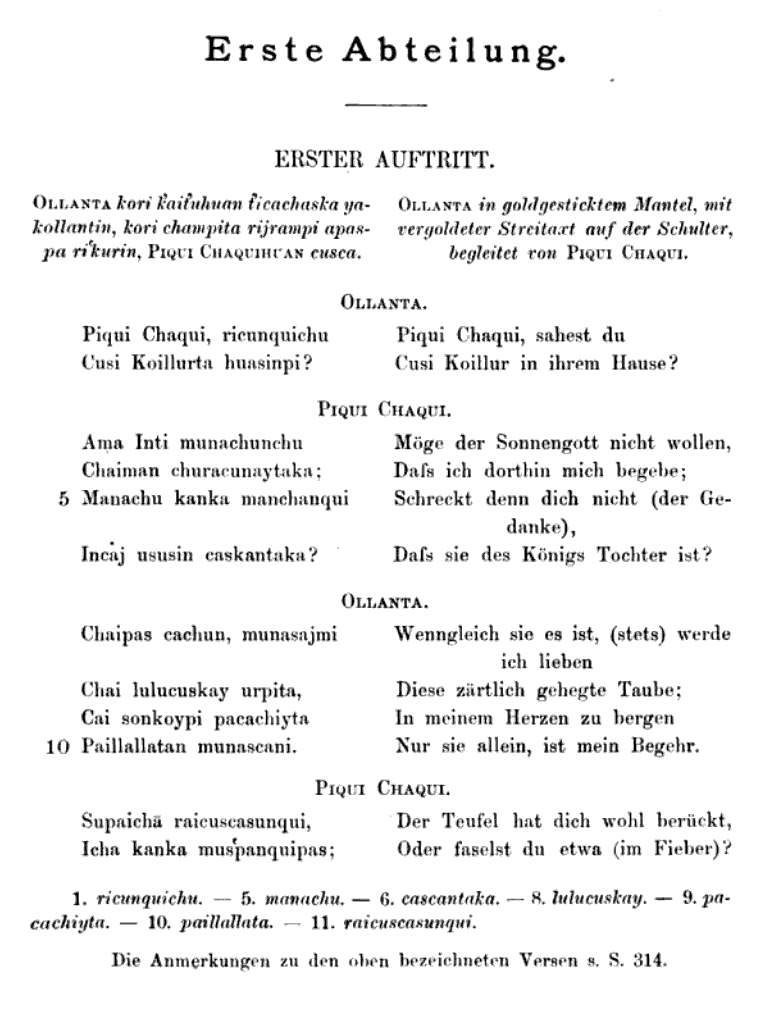
Drama Ollanta, edición de Ernst Middendorf, 1890

La literatura quechua nombra a la manifestación literaria que se desarrolló en quechua, desde el Incanato hasta la actualidad. El quechua o runa simi (lengua de la gente) ha servido para los textos, generalmente en versión oral, y luego de la conquista española, en forma escrita.

## Tradición oral prehispánica
La literatura quechua conoció un alto desarrollo en tiempos prehispánicos con numerosas formas líricas, épicas, narrativas y dramáticas o casi dramáticas. Se trata de un conjunto que no nos ha dejado textos escritos, pues solo lo ha hecho a través de la información y compilación realizada por algunos cronistas, predicadores y funcionarios coloniales. Fue por lo tanto, transmitida oralmente. Estas manifestaciones formaban parte del quehacer cotidiano: funerales, fiestas, nupcias, peleas, guerras, entre otros. Estaban enmarcadas en una ritualización expresada a través del arte.

## Literatura quechua en la época de los virreinatos españoles

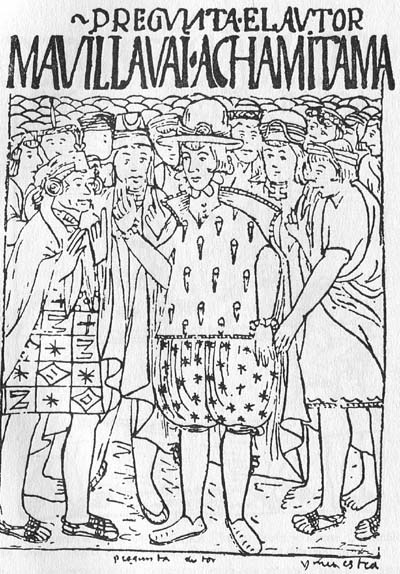
Autorretrato de Felipe Guamán Poma de Ayala, autor del manuscrito Primer Nueva Crónica y Buen Gobierno

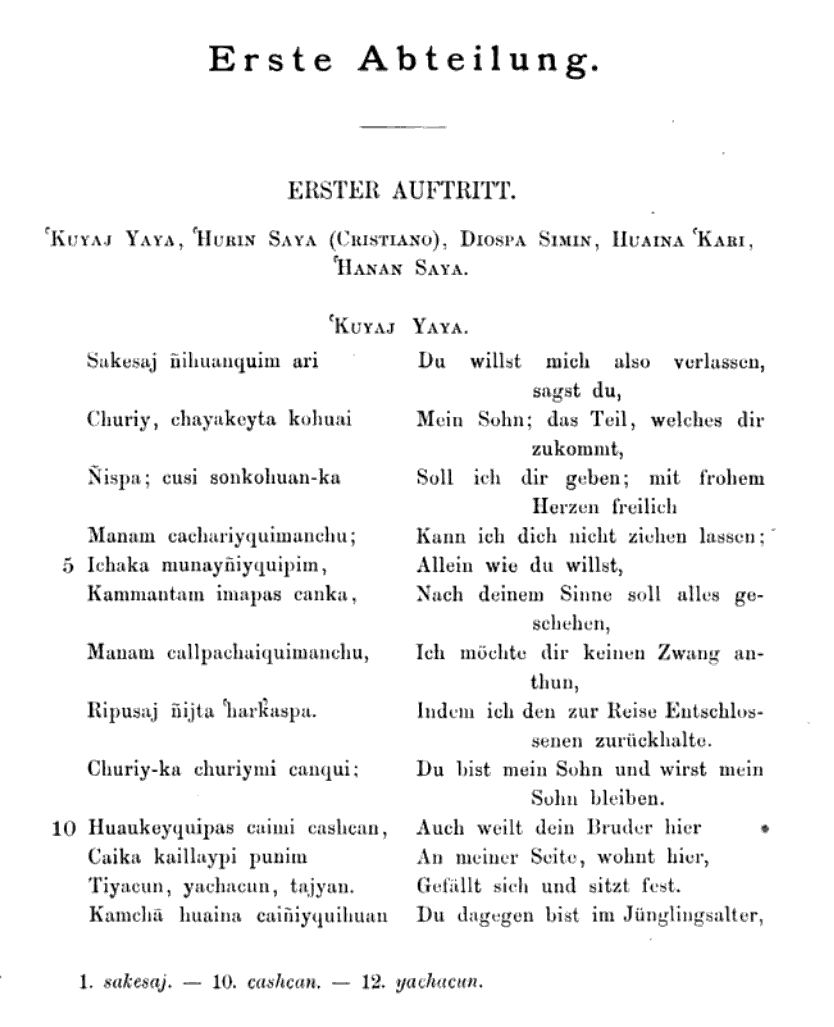
Hijo pródigo del Lunarejo (Middendorf 1891), inicio

Los primeros autores que usaron el quechua, por lo menos parcialmente, y fijaron las tradiciones orales en sus obras escritas, sobre todo en traducción castellana, fueron Felipe Guamán Poma de Ayala y el Inca Garcilaso de la Vega. Para escribir el quechua se usaron modificaciones del alfabeto español. Casi todos los textos quechuas de esta época fueron religiosos, entre ellos la Doctrina cristiana en castellano, quechua, aymara y puquina, el primer libro impreso en el Perú – en Lima en 1584 –, y el Symbolo Catholico Indiano de Luis Jerónimo de Oré (Lima, 1598) con canciones como Canmi Dios canqui y Capac eterno Dios. Una excepción fue el manuscrito de Huarochirí escrito por encargo del obispo Francisco de Ávila para luchar contra la idolatría y el paganismo, que contiene mitos recopilados en la provincia de Huarochirí.
En la Colonia fueron también escritos los dramas anónimos Apu Ollantay, la Tragedia del fin de Atahualpa y una elaboración dramática del Hijo pródigo por, que fueron representados en el teatro del Cusco a inicios del siglo XVIII.
Un poeta importante que luchó por la independencia y cayó en el combate contra los españoles fue Juan Wallparrimachi de Potosí, que pese a ser bilingüe escribió solamente en quechua.

## Drama quechua delsigloXXde la familia villarreal
A principios del siglo XX, casi ningún quechuahablante podía leer o escribir. Había sólo muy pocos autores en lengua quechua, y el drama fue su modo de expresión principal. Los más importantes entre ellos fueron en el Cusco Nicanor Jara (Sumaqt'ika, "Flor hermosa", 1899), el cura Nemesio Zúñiga Cazorla (Qurich'uspi, "Mosca dorada" [se trata del nombre de un protagonista], 1915 y T'ikahina, "Como una flor", 1920), José Félix Silva Ayala (Yawarwaqaq, 1919) y Luis Ochoa Guevara (Manco II, 1921). Mientras que la mayoría de estos dramas fueron ambientados en el Imperio incaico, el autor puneño Inocencio Mamani rompió con esta tradición: Los protagonistas de sus dramas Sapan Churi (1926) y Tukuypaq munasqan (1927) son personas del mundo contemporáneo, y las obras fueron escritas en quechua puneño moderno. Entre los autores del drama quechua an Ayacucho de los años 1920 y 1950 fueron José Salvador Cavero León (Yana puyup intuykusqan, "Rodeado de nubes oscuras", 1938; Rasuwillkap wawankuna, "Hijos de Rasuhuillca", 1945; Wakchapa muchuynin, "El sufrimiento de los pobres", 1955), Moisés Cavero Cazo (Qisanpi sapan urpikuna, "Palomas solitarias en su nido", 1910; Kaypi wayta, wakpi kichka, "Aquí la flor, allá la espina", 1939) y Olinda Chávez Callirgos (Gobernadorpa justician, "La justicia del gobernador", 1941), en Huanta el dramaturgo Artemio Huillca Galindo (Puka Walicha, "Valeriana roja", 1950).

## Poesía quechua desde la independencia

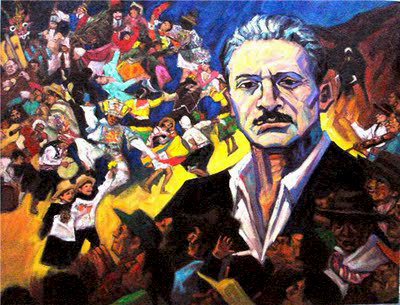
José María Arguedas, escritor quechua peruano de mitad del.

A fines del siglo XIX, Luis Cordero Crespo, luego presidente de Ecuador, escribió poemas en quichua y un diccionario quichua-castellano-quichua. En el Perú, el poeta Andrés Alencastre Gutiérrez (1909-1984), más conocido como Killku Warak'a, publicó su colección Taki Parwa en 1952. José María Arguedas, que también recopiló muchas canciones y muchos cuentos quechuas, parcialmente junto con Jorge A. Lira, y escribió (en castellano) sobre el mundo indígena, tradujo el manuscrito de Huarochirí del quechua al castellano en 1966. Publicó también unos textos en quechua como Pongoq Mosqoynin en 1965.Jesús Lara (Bolivia) recopiló poesías, cuentos, leyendas y mitos como "Kuniraya Wiraqocha y Kawillaka" en su libro La Literatura de los Quechuas.
La poesía quechua cuenta con dos importantes referentes en Ranulfo Fuentes Rojas y Víctor Tenorio García, ambos destacados docentes de la Universidad Nacional San Cristóbal de Huamanga y promotores de actividades literarias en Ayacucho, con especial énfasis en la poesía y narrativa en quechua, idioma que hablan cinco millones de peruanos, como nos lo recuerda la breve introducción de este nuevo volumen de la colección Biblioteca de Cultura Quechua Contemporánea.

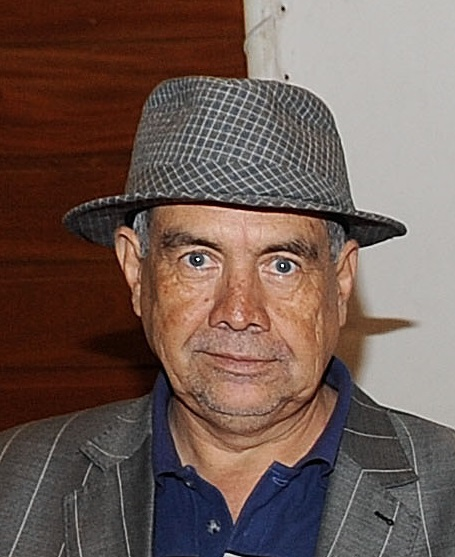
Hugo Carrillo en 2012.

Ranulfo Fuentes (Ayacucho, 1940) ha reunido en Llaqtaypa harawin (Poesía de mi pueblo) diversas odas acerca de los entrañables vínculos entre el hombre y la naturaleza, así como las tribulaciones y alegrías del habitante de los Andes. Autor de diversos cancioneros, Fuentes utiliza la forma típica del cuarteto para ensalzar al telúrico río, la majestad del cóndor o la ternura de la flor silvestre. El poeta homenajea las labores del campo y el amor como manifestaciones de la unión y solidaridad que deben existir entre los seres frente a la adversidad. Víctor Tenorio (Huamanga, Ayacucho, 1941) practica la poesía visual, lo cual en cierto modo rompe en el plano formal con un estándar, al disponer los vocablos quechuas con evidente afán lúdico. Autor de diversos poemarios y libros de cuentos, así como estudioso de la tradición oral, su poesía se distingue por la conversión del impulso creativo y caótico en palabra concreta que renombra al mundo. Musquykunapa qillqan (Escritura de los sueños) se divide en dos partes: Musqusqa harawikuna (Poemas soñados) y Sunqupa harawinkuna (Poemas del corazón). Conciencia de la existencia, el erotismo y la valoración de las costumbres populares constituyen los principales ejes de la poética de Tenorio. Podemos considerar este volumen como un valioso aporte al conocimiento de la poesía quechua reciente y como una muestra más por superar aquel prejuicio sobre la poesía andina, cuyo estudio se detiene sólo en la era prehispánica o la Colonia. Gracias a la obra de importantes investigaciones, no sólo desde el punto de vista antropológico, sino también a partir de la posición de los estudios literarios, la poesía escrita se convierte en el rostro viviente de la cultura, a pesar de las trabas ideológicas que impiden su mayor circulación.
Frente a la carencia de ediciones críticas que nos ayuden a situar la actualidad de la poesía escrita en quechua, el esfuerzo editorial de la Universidad Nacional Federico Villarreal, que ha institucionalizado un premio nacional para este género, es una buena noticia.
Actualmente, pudiera citarse el elenco de los poetas en quechua más activos, conformado por Gloria Cáceres Vargas (*1947) de Ayacucho (Riqsinakusun, Munakuwaptiykiqa, Yuyaypa k'anchaynin), Dida Aguirre García (*1953) de Huancavelica (Jarawi, Qaparikuy), Hugo Carrillo Cavero (*1956) de Apurímac (Yaku-unupa yuyaynin), Odi Gonzales (*1962) del Cusco (Umantuu, Upa), José Antonio Sulca Effio (1938-2023) de Ayacucho, Fidel Almirón Quispesivana (*1979) del Cusco y Ch'aska Anka Ninawaman (*1973), una autora de Yauri (Provincia de Espinar, Cusco) con su colección Ch'askaschay (Poesía en quechua, 2004), y en Ecuador el poeta Ariruma Kowii (*1961) de Otavalo y Yana Lucila Lema Otavalo (*1974) de Peguche. La periodista tambobambina, Alida Castañeda Guerra (*1948), publicó unos de sus poemas en castellano y quechua bajo la impresión de las crueldades del conflicto armado interno en el Perú. Uno de los poetas quechuas más jóvenes es Percy Borda Huyhua (*1994), que habla quechua y machiguenga y ha publicado poemas en ambas lenguas. Aún más joven es Edwin Lucero Rinza (*1995) de Inkawasi, primer autor de un poemario publicado en quechua lambayecano.

## Textos quechuas en prosa

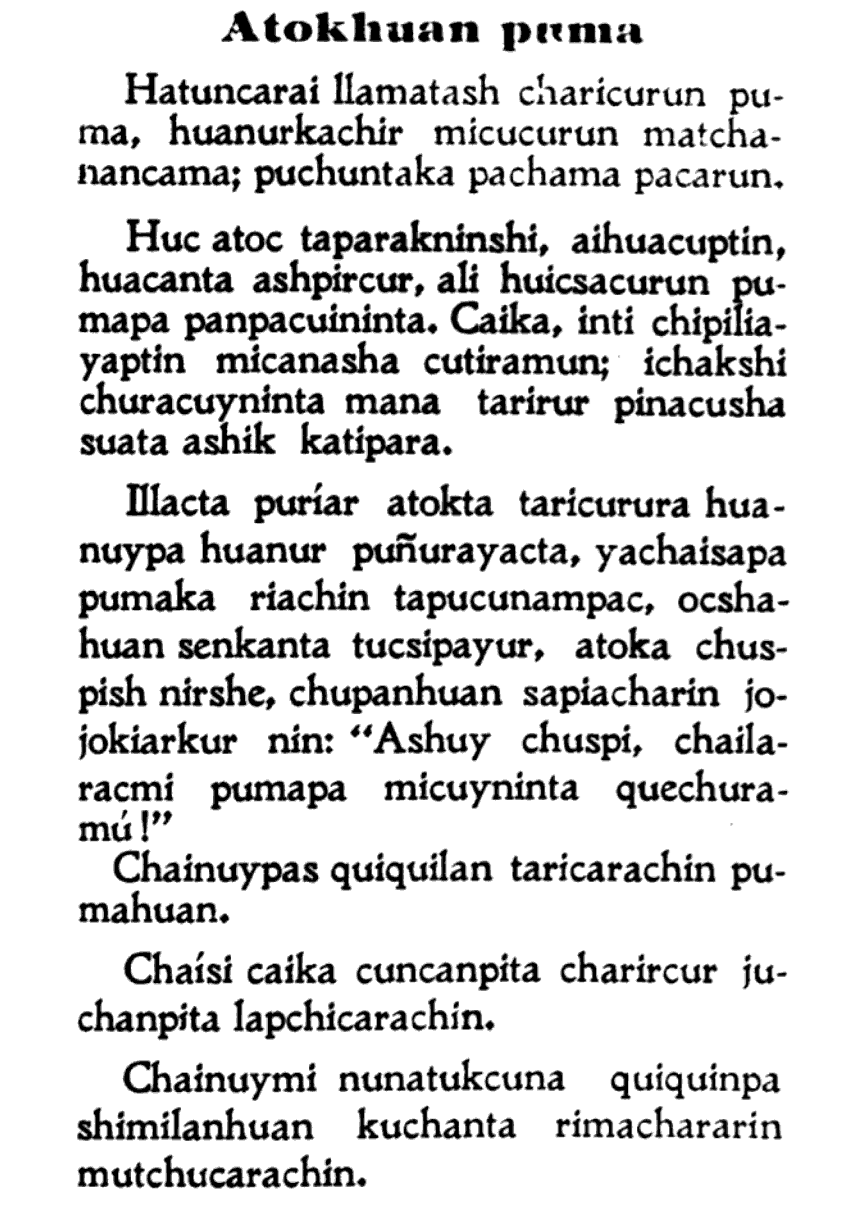
Atuqwan puma (El zorro y el puma), cuento en quechua yaru, Adolfo Vienrich 1906. El encuentro del zorro (atuq) con otro animal es un tópico frecuente en los cuentos quechuas.

Textos más extensos en prosas existen sólo desde mediados del siglo XX. Jorge A. Lira utilizó los cuentos recopilados en el valle del Vilcanota en su obra propia publicada en 1975, Isicha Puytu y cuentos del alto Urubamba de 1990. Otros cuentos recopilados y trabajados son Unay pachas de Nonato Rufino Chuquimamani Valer de Puno, Pirumanta qillqasqa willakuykuna de Carmelón Berrocal de Ayacucho y Unay willakuykuna (1992) de Crescencio Ramos de Huancavelica. El catedrático de quechua en la Universidad Nacional Mayor de San Marcos de Lima, Teodoro Meneses Morales, publicó una colección de tres cuentos cortos de Huanta en 1954.
Una autobiografía de los campesinos Gregorio Condori Mamani y Asunta Quispe Huamán, que vivieron en una hacienda en el Cusco, fue recopilada por Ricardo Valderrama Fernández y Carmen Escalante Gutiérrez en 1982.
Obras originales en prosa fueron publicadas sólo en los últimos tres decenios. José Oregón Morales (*1949) de la provincia de Tayacaja (Huancavelica) publicó ocho cuentos cortos bajo el título Loro qulluchi (Exterminio de loros) en 1994. En dos historias cuenta de su infancia en un pueblito de los Andes, mientras que las otras son basadas en cuentos tradicionales.
Porfirio Meneses Lazón (1915-2009) de Huanta, que también tradujo las colección Los heraldos negros de César Vallejo (Yana kachapurikuna), publicó en su libro Achikyay willaykuna (Cuentos del amanecer) seis cuentos cortos cuyos contenidos son problemas actuales de su región y en los cuales desarrolló su propio estilo literario.

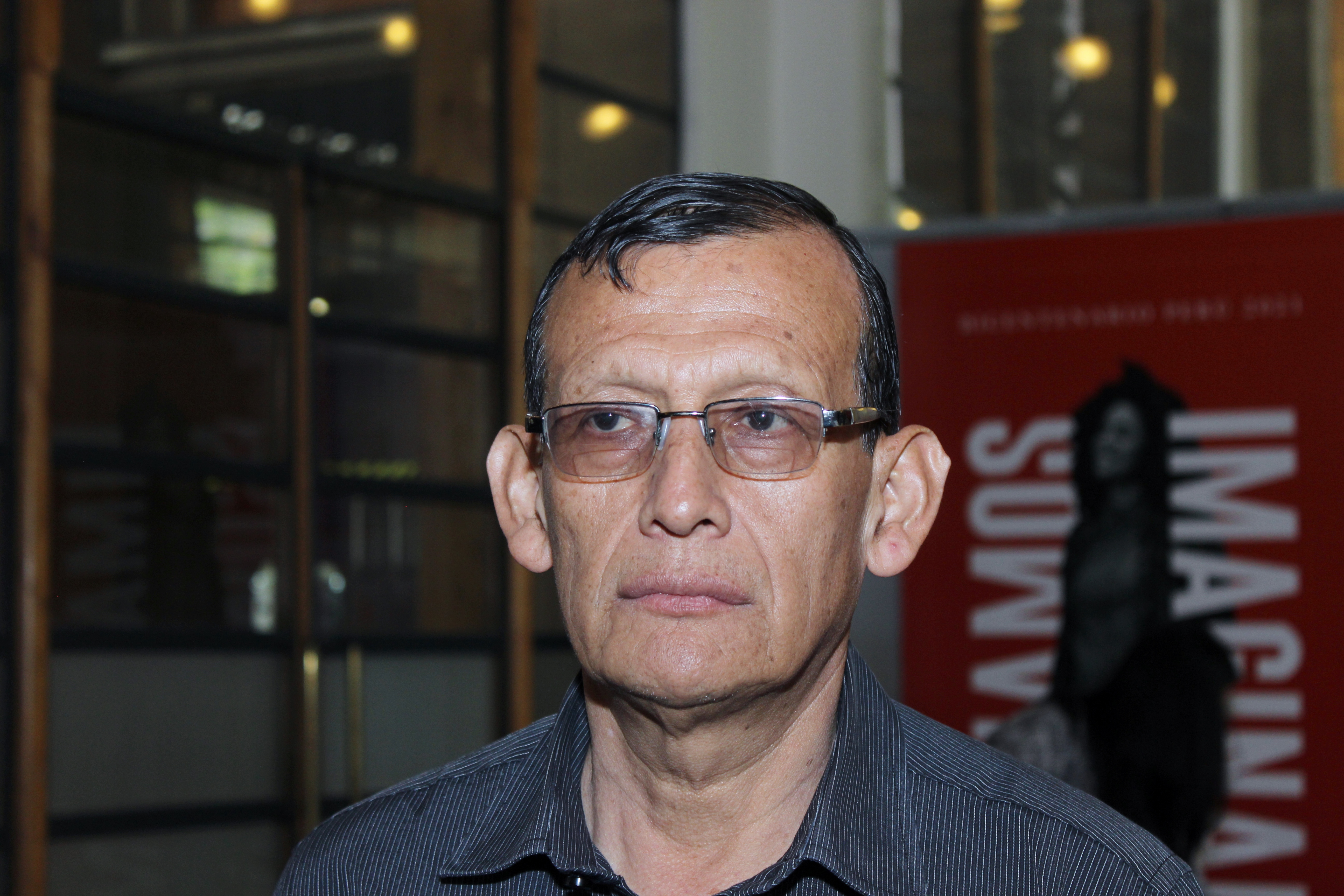
Pablo Landeo Muñoz en 2018

Macedonio Villafán Broncano del Callejón de Huaylas es el primer autor que escribió en quechua ancashino. Junto con Perfirio Meneses recibió el Premio de cuento del Concurso Nacional de Literatura Quechua por su cuento en 22 páginas, Apu Kolkijirka. En este relato, el narrador es el "Cerro de Plata" (Kolkijirka) que cuenta la historia del pueblito Cutacancha.
La escritora boliviana Gladys Camacho Ríos de Anzaldo publicó en 2013 su novela Phuyup Yawar Waqaynin sobre la vide de su abuelo. En 2019 aparecieron cuentos del zorro, que había recopilado en la comunidad de Uma Piwra, bajo el título Kumpa atuqmariqa.
En 2016 el escritor Pablo Landeo Muñoz de Huancavelica (nacido en 1959) publicó Aqupampa, la primera novela quechua sin traducción al castellano, que trata de la migración a la ciudad en el contexto de la violencia del Sendero Luminoso.

## Poesía en quechua de Áncash

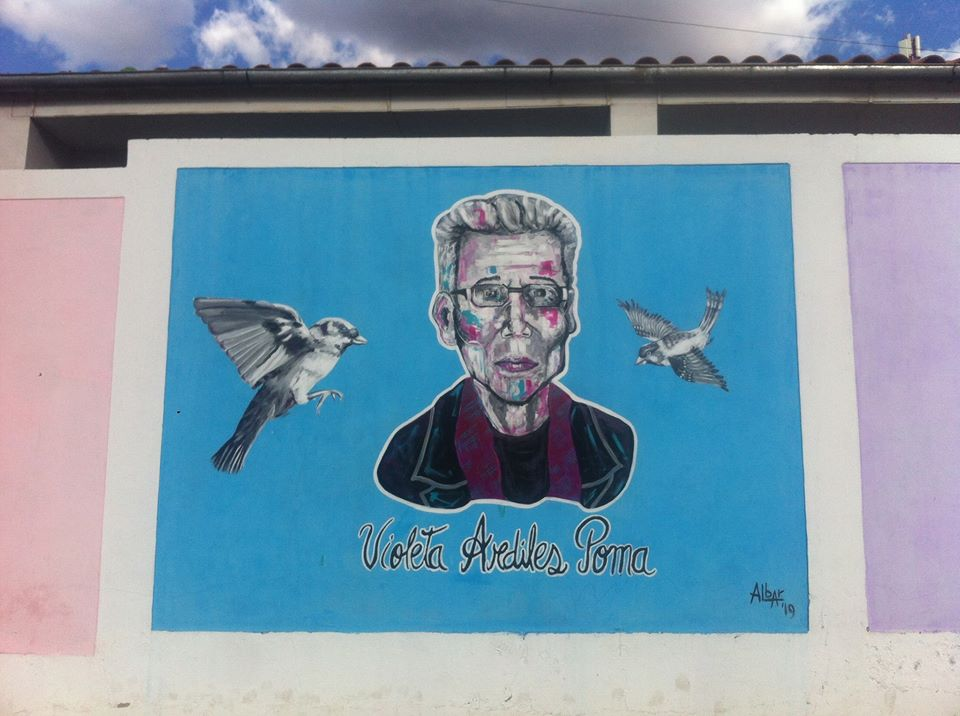
Violeta Ardiles Poma, escritora ancashina

En el poemario «Rumi shanka» de Elmer Félix Neyra Valverde aparecen algunos poemas en quechua. En 2011, dicho autor publicó poemas en quechua, «Qanchisqocha», presentado en el encuentro de Aucallama, provincia de Huaral, en noviembre del mismo año. En el encuentro de Cátac en 2018 presentó el poemario escrito en quechua «Intipa Waytankuna». Violeta Ardiles ha publicado, en 2017, el poemario bilingüe en quechua y castellano «Nuqanntsikpam» con la editorial Killa.

## Traducciones desde otras lenguas al quechua

### Traducciones de la Biblia

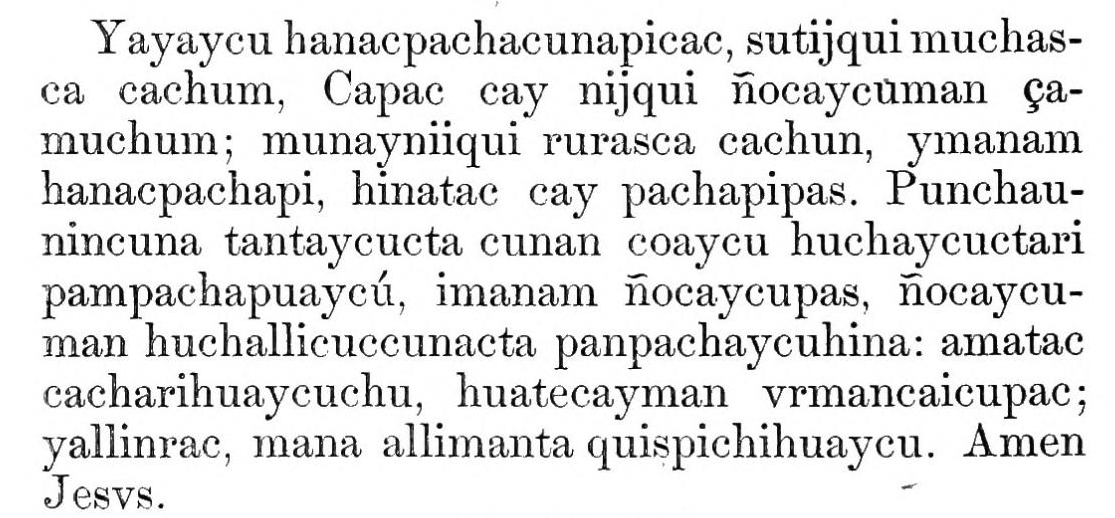
Yayayku (Padrenuestro) según Doctrina christiana 1584 (edición de 1864)

La mayoría de los textos quechuas desde el tiempo de la colonia hasta hoy ha servido a la iglesia cristiana. La Doctrina christiana y el Catecismo ya aparecieron en 1584 en una versión en quechua y aimara autorizada por el concilio de 1583 en la Ciudad de los Reyes. Intentos de algunos curas en las colonias españolas de traducir la Biblia a idiomas indígenas fueron prohibidos por decisión de la inquisición en Sevilla en 1576. No fue antes del siglo XX que fueron realizadas traducciones de la Biblia en diversas lenguas quechuas. Esto fue realizado sobre todo por varias iglesias protestantes con apoyo extranjero.
El pastor bautista escocés James Thompson, llamado por José de San Martín durante la Guerra de Independencia del Perú en 1822, quiso traducir al quechua la Biblia entera y con un equipo de cuatro traductores tradujo el Nuevo Testamento entre 1822 y 1824. Debido a la guerra el manuscrito se perdió. La primera traducción de un evangelio al quechua, el Evangelio según Juan en "quechua clásico" del Cuzco, fue publicada sólo en 1880.

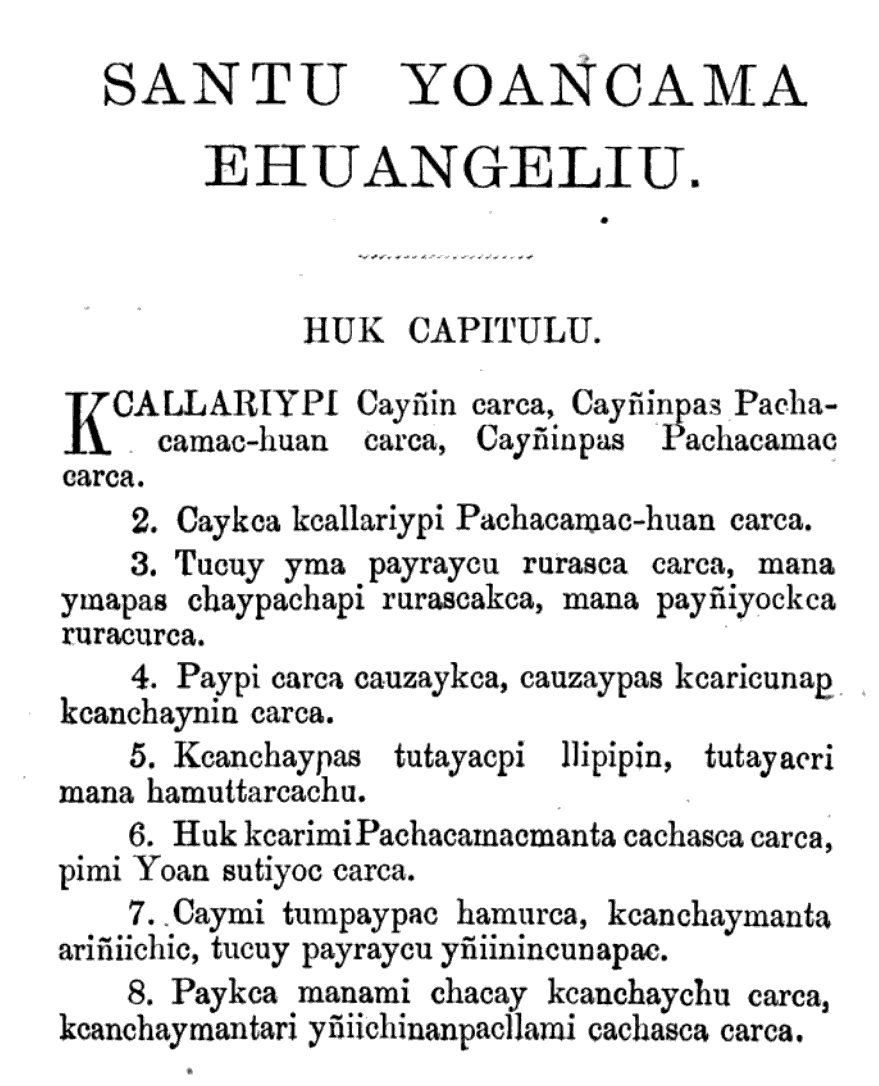
San Juan 1:1-8, 1880

La escritora cuzqueña Clorinda Matto (1852–1909), que vivía en Argentina, tradujo los cuatro Evangelios, los Hechos de los Apóstoles y la Epístola a los romanos del español al quechua cuzqueño, publicados entre 1901 y 1904 en Buenos Aires. La primera traducción del Nuevo Testamento fue publicada en 1922 en Bolivia en quechua sudboliviano.

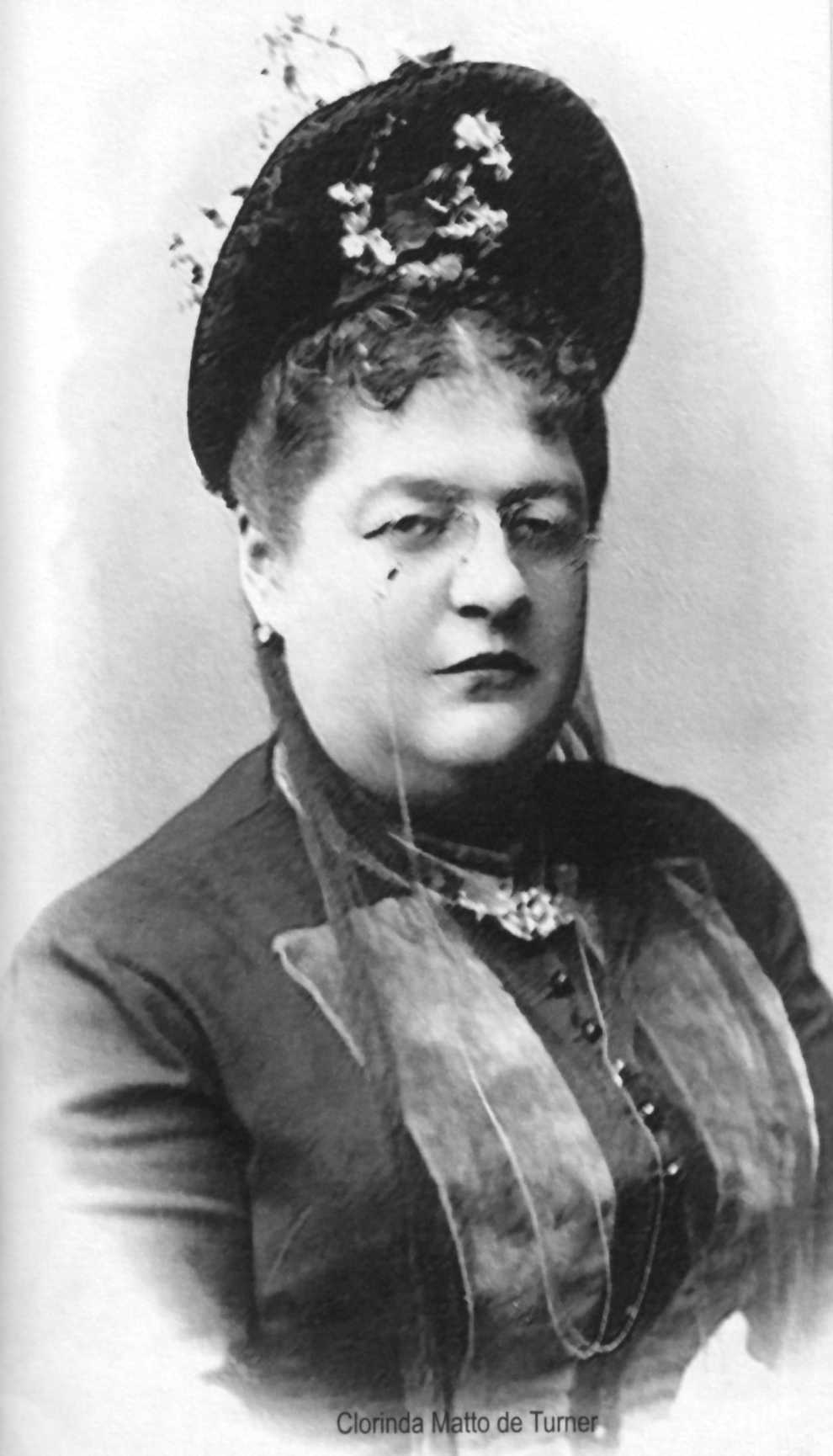
Clorinda Matto de Turner

En 1923 la primera traducción de los cuatro evangelios a una variante del quechua central fue publicada en Quechua de Huallaga en el Perú. En el departamento de Ayacucho el pastor quechua presbiteriano y cantautor Florencio Segura, autor de un cancionero quechua extenso publicado en muchas ediciones, tradujo el Evangelio de Juan, publicado en 1954 en quechua ayacuchano. En el mismo año se publicó en quechua ayacuchano el Evangelio de Lucas, traducido bajo la dirección del pastor presbiteriano Homer Emerson. En el Perú, la primera traducción del Nuevo Testamento entero al quechua se publicó en 1947 en quechua cuzqueño. En 1958 fue completada una traducción al quechua ayacuchano. Salieron nuevas traducciones en quechua boliviano en 1977, en quechua ayacuchano en 1981 y en quechua cuzqueño en 1986. La primera traducción del Nuevo Testamento al quichua del Ecuador apareció en 1954.

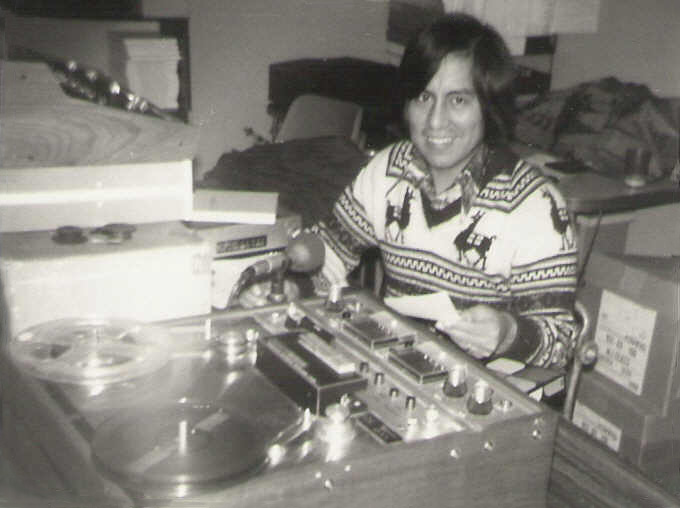
Rómulo Sauñe Quicaña en 1976

La primera traducción completa de la biblia (pero sin libros deuterocanónicos) desde el idioma hebreo y el griego al quechua se publicó en 1986 en Bolivia. En la región de Ayacucho en el Perú fue el pastor quechua Rómulo Sauñe Quicaña quien completó la primera traducción de la Biblia al quechua en el Perú, que salió en 1987 en quechua ayacuchano. Sauñe fue asesinado por terroristas del Sendero Luminoso en 1992. En 1988 fue publicada la primera biblia completa en quechua cuzqueño. En Ecuador se publicaron traducciones a tres variantes regionales del quichua en 1989, 1994 y 2010: Chimborazo, Imbabura y Cañar. En 1996 apareció una nueva traducción de la Biblia al quechua boliviano, editada por un equipo interconfesional, y en 2004 una revisión que incluyó los libros deuterocanónicos. La primera traducción de la Biblia a una variante del quechua central –al quechua del Huallaga– fue traducida bajo la dirección del lingüista norteamericano David Weber de SIL International y apareció en 2010.
En la Iglesia católica fueron realizadas dos traducciones completas de la Biblia al quechua y quichua, respectivamente, que incluyeron los libros deuterocanónicos y fueron publicadas bilingües. Las primeras traducciones católicas de los cuatro evangelios fueron publicadas como ediciones bilingües en 1972 en el quichua del Ecuador —una traducción realizada bajo el obispo de Riobamba, Leonidas Proaño— y en el quechua sureño en 1974, incluyendo los Hechos de los Apóstoles, bajo los obispos de Abancay y Huancavelica, Enrique Pélach y Feliu y William Dermott Molloy McDermott.
En 1973 la misionaria Bernarda Ortiz (Coronita) en Latacunga en Ecuador comenzó a traducir la Biblia al quichua con el apoyo del sacerdote salesiano Antonio Brescuani y los Jesuitas Miguel y Francisco Ramos, cooperando con varios pastores indígenas que hablaban varios dialectos quichuas. Esta Biblia fue publicada en idioma quichua y castellano en 1997. En Perú el cura católico mons. Florencio Coronado Romaní en Huancavelica tradujo la Biblia al quechua, que se publicó en quechua y castellano en 2002, con apoyo del obispo de Huancavelica mons. Dermott Molloy. Al contrario de las otras traducciones, están basadas en la Nueva Vulgata. Hay también una traducción de los cuatro evangelios por los curas de la Congregación de los Sagrados Corazones (provincia del Perú) Hilario Huanca Mamani y Hermann Wendling al quechua puneño del año de 2007.
La mayoría de las traducciones de la Biblia al quechua está disponible en varios portales bíblicos desde 2012, pero ni los libros deuterocanónicos ni las traducciones católicas. La Biblia en quechua ayacuchano y de Huallaga como también varias traducciones del Nuevo Testamento por los Traductores Wycliffe están también disponibles como PDF.
Las varias traducciones quechuas de la Biblia no están escritas en ortografía unificada, sino algunas en ortografía hispánica y otras en reformada con las letras q y k para [q] y [k], algunas con cinco vocales y otras con tres. Todas las traducciones del quichua del Ecuador así como las traducciones de las variantes del quechua central tienen c y qu para [k] aunque la ortografía oficial ya está usando la k, mientras que en las Biblias en las variantes del quechua sureño se usa q y k.
Se han publicado varias revisiones de las primeras traducciones de la Biblia en quechua. En 2004 fue publicada una revisión de la Biblia en quechua cuzqueño. En una nueva edición de la Biblia en quechua ayacuchano publicada en 2013 fueron incluidos varios cambios de la lengua a causa del conflicto armado interno en el Perú por los que se han olvidado muchas voces quechuas hoy sustituidas por palabras castellanas, mientras que en un proyecto actual de revisión de la Biblia en quechua boliviano prevista para diciembre de 2014 están sustituyendo hispanismos por palabras y expresiones quechuas originales, así como el pluralizador -s por -kuna.
Estas son las traducciones de la Biblia entera al quechua:
- Quechua sudboliviano en 1986, con deuterocanónicos en 2004 (NT 1922), SBB/SBU
- Quechua ayacuchano en 1987, revisión en 2012 (NT 1958), SBP/SBU
- Quechua cuzqueño en 1988, revisión en 2005 (NT 1947), SBP/SBU
- Quichua de Chimborazo en 1989, revisión en 2010 (NT 1954), SBE/SBU
- Quichua de Imbabura en 1994 (NT 1976), SBE/SBU
- Quichua de Cañar en 2011, SBE/SBU
- Quichua del Ecuador en 1997, con deuterocanónicos, Salesianos (cat.)
- Quechua en 2002, con deuterocanónicos, diócesis de Huancavelica, Perú (cat.)

### Traducciones literarias modernas
- Hasta ahora hay solamente  en traducciones de obras literarias, entre ellas el Principito de Antoine de Saint-Exupéry (traducido en 2004 por Lydia Cornejo Endara y César Itier, Quyllur llaqtayuq wawamanta) y Don Quijote de Miguel de Cervantes y Saavedra (traducido por Demetrio Túpac Yupanqui, primera parte en 2005, segunda parte en 2015).

- Traducción de "Trilce ", poemario de César A. Vallejo, por Porfirio Meneses, acudiendo al quechua chanka-ayacuchano, muestra la potencialidad del idioma quechua para trabajar literatura de calidad.[50]

## PEN Quechua en Bolivia
En 2020, 25 escritores de Bolivia fundaron un “PEN Quechua” con sede en Cochabamba, que en septiembre de 2021 fue reconocido por el PEN Club Internacional como miembro. Iván Prado Sejas fue elegido presidente; los demás miembros del primer directorio son Esther Balboa Bustamante, Juan Clavijo Román, Gonzalo Montero Lara y Julieta Zurita Cavero. El PEN Quechua tiene como objetivo traducciones literarias al quechua y del quechua a otros idiomas, eventos sobre literatura quechua y el rescate de la tradición oral.
El PEN Quechua tiene el „propósito de llegar a todas las naciones de América Latina en la que se hable el idioma nativo, desde el sur de Colombia hasta Chile“. El presidente Iván Prado Sejas ha escrito varias novelas fantásticas y ciencia ficción sobre todo en español, pero ganó el premio literario del Ministerio de Educación de Bolivia en 1998 con su novela corta en quechua Inka Kutimunña. Julieta Zurita Cavero, filóloga en la Universidad Mayor de San Simón de Cochabamba, es autora de poesía y cuentos en quechua y de manuales de enseñanza en la educación intercultural bilingüe en Bolivia.

## Características de la literatura quechua
- Anónima - oral: No existía autor definido. La literatura era mantenida por la tradición oral, pues no existía la escritura fonética.
- Agrarista colectiva: La base económica del Imperio Incaico fue la agricultura. Por ello las actividades derivadas de la agricultura y la ganadería constituían la fuente de inspiración para las composiciones.
- Musicalidad y danza: Durante las ceremonias, la coreografía era variada; ella era acompañada por la flauta, la quena, el pinkullo,la tinya, el huancar y los pututos.
- Panteísmo-cosmogónico religioso: El congénito panteísmo del indio se adhiere con tal fuerza a la tierra sobre la cual se mueve, que hace imposible separarlos.
- Espíritu animista: En todos los géneros los incas dotaban de cualidades humanas a la naturaleza.

- Clasista: Tenemos dos tendencias:
  - Literatura cortesana: La enseñanza de todas las manifestaciones literarias se daba en el yachayhuasi o yachay wasi y estaba a cargo de los amautas, maestros encargados de transmitir la cultura oficial del Imperio a las élites gobernantes. Destacan los cantares épicos, composiciones sobre los dioses, los orígenes de los incas y las gestas de cada Inca. Nos han llegado varias versiones sobre los ciclos míticos de Wiracocha y los hermanos Ayar, así como de la hazañas y conquistas de algunos incas como la leyenda de los pururaucas, el rapto de Yahuar Huaca, la cobardía de Urco, etc.
  - Literatura popular: Era transmitida por el haravicu, expresaba el sentimiento de los pueblos. Las formas líricas venían con acompañamiento musical, incluso vinculadas con la danza; el vocablo taki significa a la vez canto, música y baile. Podemos mencionar al arawi o harawi (cualquier género de canción, aunque después se convirtió en un canto amoroso), el haylli (similar al himno europeo), el wawaki (canto dialogado), el wayñu o huayno (fusión de danza, música y poesía), la qhashua (baile alegre y festivo), el ayataqui (canto fúnebre), el huaccataqui (canto ritual a las huacas), el aymoray (canto de súplica para obtener buenas cosechas), el wanka (no se tiene concepto exacto pero se dice que es similar a la elegía europea) y saura taqui (canción de burla o mofa).

## Obras publicadas en quechua
- Achikyay willaykuna (Cuentos del alba) de Porfirio Meneses.[56]
- Tullpa willaycuna (Relatos del hogar) de Sócrates Zuzunaga.[56]
- Loro qulluchi (Extinción de loros) de José Oregón Morales.[56]
- Apu Kolkirhirka (Monte venerable de Colquir) de macedonio Villafán.[56]
- Wankawillka. Hanaqpacha aylukunapa willaykuynin (Ficciones de Huancavelica. Localidad aneja al empíreo) de Pablo Landeo Muñoz.[56]
- Aqupampa de Pablo Landeo  Muñoz.

```
  Ninata rawrarichisun  (Revivamos el fuego ) de Nora Alarcón
```